# Dixie Boy Jordan
Dixie Boy Jordan (* 5. September 1906 im Union County, Mississippi; bürgerlich Walter Aaron Jordan; † 21. November 1987 in Wichita Falls, Texas) war ein US-amerikanischer Country-Musiker. Jordan hatte eine ausgedehnte Karriere im Radio während der 1940er- und 1950er-Jahre.

## Leben

### Kindheit und Jugend
Jordan wurde auf einer Farm in Mississippi als Sohn des Pfarrers und Landarbeiters Charles Jordan und dessen Frau Nora geboren. Im Alter von drei Jahren erlitt er eine Polioattacke, überlebte diese aber dank seiner Eltern und lernte wieder, zu laufen. Krankheiten schienen ihn jedoch sein ganzes Leben lang zu verfolgen: Im Alter von zehn Jahren wurde er von einem Radwagen überfahren, später litt er an Malaria, Krebs und weiteren Leiden. Von seiner Mutter lernte Jordan, Gitarre zu spielen und sie brachte ihm alte Gospel- und Folksongs bei.

### Karriere
Jordan begann schnell in seiner Umgebung auf Barn Dances zu spielen und begleitete seinen Onkel, der auf Fiddler’s Contests auftrat. Mit der Minstrelshow eines Klavierstimmers begann er, im Land herum zu reisen und erlernte dort seine Fähigkeiten als Unterhalter. Während Jordan mit dieser Show umherzog, hatte er auch seinen ersten Auftritt im Radio in Tulsa, Oklahoma. Nachdem die Show geschlossen worden war, zog Jordan für einige Zeit alleine umher und hielt sich als Musiker über Wasser. Danach spielte er bei einer Tankstelle alte Jimmie-Rodgers-Songs, die er von Rodgers‘ Platten gelernt hatte.
Während der Weltwirtschaftskrise Anfang der 1930er-Jahre zog Jordan zurück nach Mississippi, wo er für einige Zeit blieb. Nach ein paar Jahren ging er aber nach St. Louis, Missouri, wo er regelmäßig auf KMOX zu hören war und mit den Ozark Mountain Boys spielte. Zu dieser Zeit nahm er den Namen „Dixie Boy“ an. Zur selben Zeit lernte Jordan seine Frau Flora Reichert kennen, die er im Mai 1935 heiratete. 
Es folgte eine Zeit, in der Jordan von Radiostation zu Radiostation zog, unter anderem war er 1941 bei WKY und später bei KOMA in Oklahoma City, wo er sich auch der Band Wiggins‘ Hollow Folks anschloss. In dieser Zeit wurde er Mitglied des Bluff Creek Round Ups auf KOMA, verließ den Sender aber, um bei WHO in Des Moines, Iowa, zu arbeiten.
In Des Moines schloss er sich dem Ensemble des Iowa Barn Dance Frolics an und begann, seine eigene Show, die Home Talent Show, zu moderieren. Jordan besuchte andere naheliegende Städte auf der Suche nach jungen Talenten, denen er dann die Möglichkeit gab, in seiner Show aufzutreten. Es war die erfolgreichste Zeit seiner Karriere; Jordan war regelmäßig im Radio zu hören und hatte viele Möglichkeiten, live aufzutreten, da die Musikszene in Des Moines florierte. Letztendlich verließ er Iowa Mitte der 1950er-Jahre aber, da WHO ihm einen Manager an die Seite stellen wollte.
Jordan ließ sich daher 1957 in Wichita Falls, Texas, nieder. Kurz zuvor hatte RCA Victor ihm einen Vertrag angeboten. Zu einer Aufnahmesession kam es aber nicht, da RCA und Jordan sich nicht auf das Songmaterial einigen konnten. Die Plattenfirma wollte vor allem weltliche Titel, während Jordan sich mehr auf religiöse Lieder konzentrieren wollte. Über Radio und nun auch Fernsehen fand er aber wieder ein breites Publikum. Seine Talentshow führte er auf KWFT weiter und moderierte zudem den Western Barn Dance.

### Rückzug
Jordan gab seine professionelle Karriere 1957 auf. Er blieb in Wichita Falls und trat vereinzelt weiterhin auf. Jordan sagte später immer, das Elvis Presley ihn aus dem Geschäft „geschüttelt“ habe. Dixie Boy Jordan starb 1987 in Wichita Falls.